# Нагорный (Тюменская область)
Нагорный—поселок в Уватском районе Тюменской области в составе Ивановского сельского поселения.

## География
Находится в правобережной части района на расстоянии примерно 3 километров на восток от районного центра села Уват.

## Климат
Климат с продолжительной и холодной зимой с сильными ветрами и метелями, непродолжительным теплым летом, короткими переходными весенним и осенним сезонами. Среднемесячные значения изменяются от минус 22,0-19,2°С в январе до плюс 16,9-17,6°С в июле; при этом средняя температура зимних месяцев составляет минус 17,7-20,6°С, летних - плюс 14,6-15,6°С. Среднегодовое количество осадков составляет 559-676 мм, однако сезонное распределение их крайне неравномерно. Основная масса осадков наблюдается в теплый период года (с апреля по октябрь) при максимуме в июле-августе (77-82 мм). Устойчивый снежный покров образуется в среднем в конце октября, при этом сроки его появления и образования из года в год сильно колеблются в зависимости от характера погоды в предзимний период. Число дней с устойчивым снежным покровом составляет 185-189 дней. Максимальная высота снежного покрова на защищенных участках может принимать значения 98-129 см.

## Население
Постоянное население составляло 380 человек в 2002 году (русские 94%) ,  361  человек в 2010 году.

## Инфраструктура
Линейная производственно-диспетчерская станция (ЛПДС) "Уват", ОАО "Сибнефтепровод". Имеется клуб, фельдшерско-акушерский пункт, дом специального назначения для пребывания в нем лиц пожилого возраста, попавших в трудную жизненную ситуацию.